# Chiesa di San Giorgio (Castel Condino)
La chiesa di San Giorgio è la parrocchiale a Castel Condino, in Trentino. Fa parte della zona pastorale delle Giudicarie dell'arcidiocesi di Trento e risale al XIII secolo.

## Storia

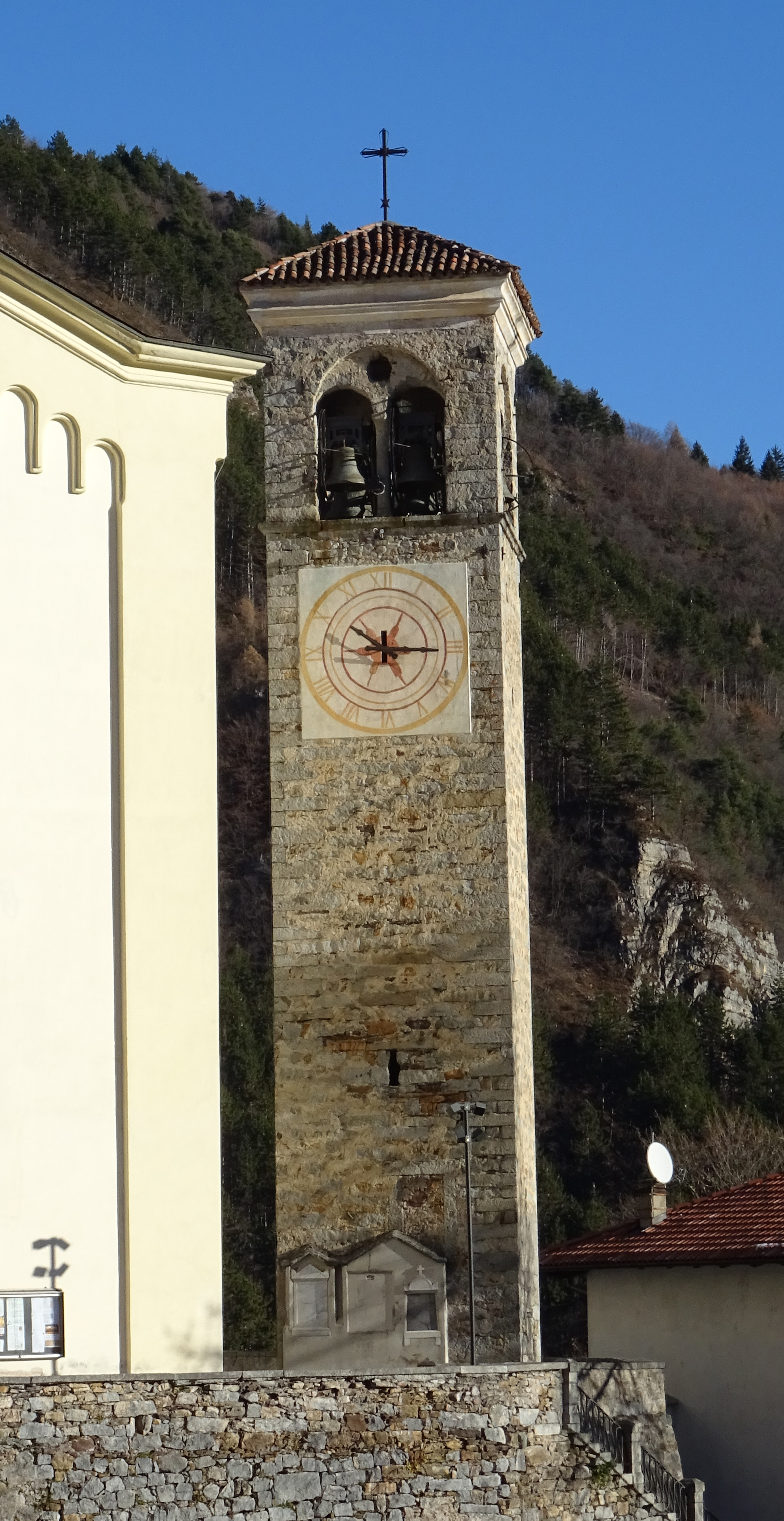
Campanile

Il primo luogo di culto con dedicazione a san Giorgio a Caltel Condino fu una cappella presente sin dal XIII secolo e documentata dal 1263 che venne indirettamente ricordata nella bolla di papa Urbano IV. In seguito il piccolo edificio venne ricostruito ed ampliato con conseguente riconsacrazione nel 1445. Alla piccola chiesa, che alle sue origini aveva un solo altare, nel 1663 venne concesso il fonte battesimale.
Nel XVIII secolo l'edificio venne arricchito da un orologio, collocato sulla torre campanaria e dopo la metà del secolo, in seguito ad un lascito testamentario vincolato, si iniziò a lavorare per demolire la preesistente ed erigere una chiesa nuova e più ampia che venne ultimata e benedetta nel 1864. In seguito vennero costruite due tribune nella sala e in una venne installato un organo mentre l'altra, simmetrica, rimase vuota.

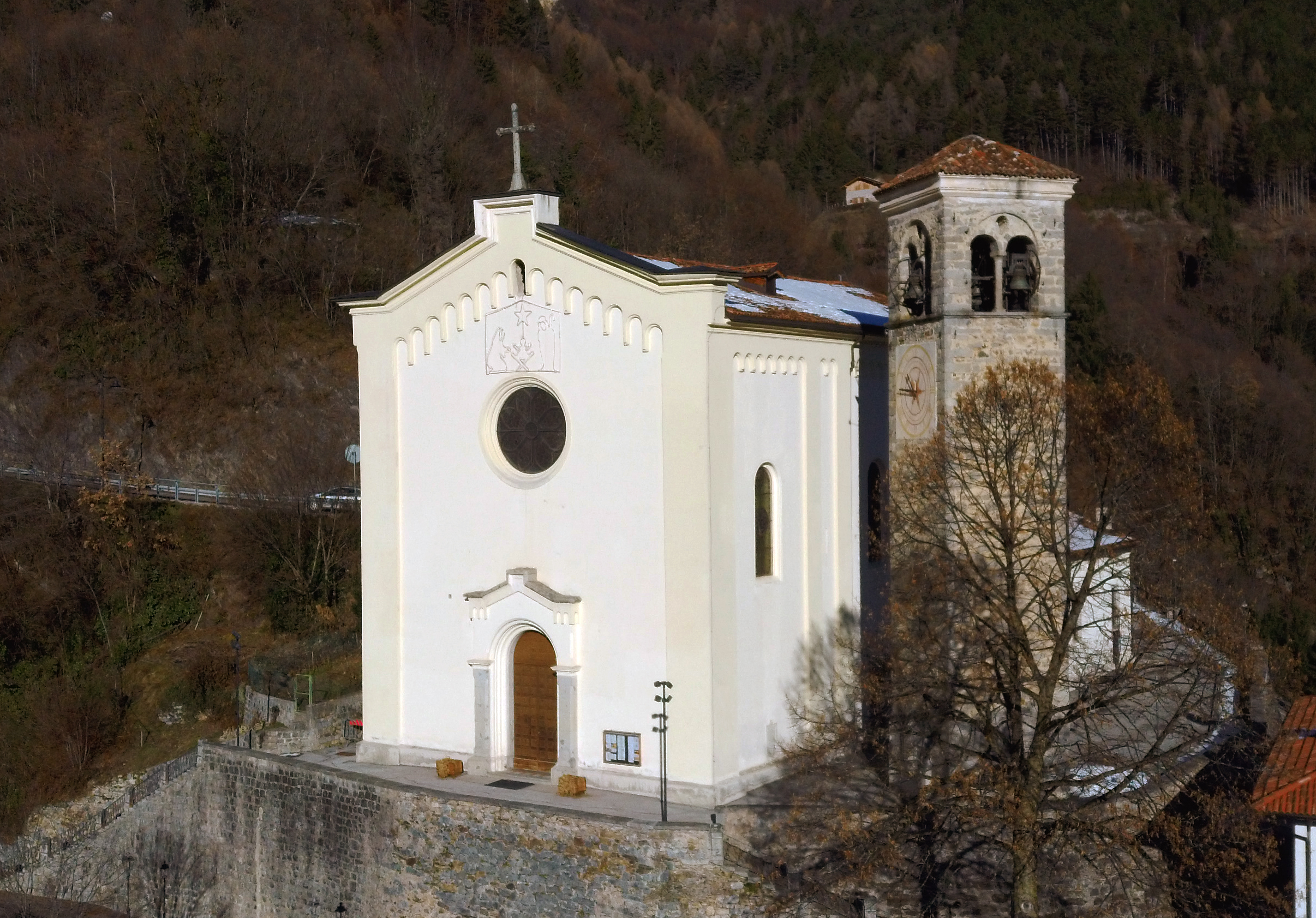
Vista laterale

La nuova chiesa fu consacrata con funziona solenne nel 1897 dal vescovo Benedetto Riccabona de Reichenfels. Nel corso della prima guerra mondiale la popolazione venne costretta ad evacuare e l'edificio fu oggetto di danneggiamenti e furti quindi, nel primo dopoguerra, fu necessario riparare i danni e sostituire gli arredi sacri asportati. Il presbiterio venne decorato, tutto l'edificio tinteggiato ed il tetto riparato. Venne elevata a dignità di chiesa parrocchiale nel 1944.
Nuovi interventi seguirono per tutto il resto del XX secolo e anche all'inizio del successivo, con un impianto di riscaldamento, la sostituzione delle porte, l'elettrificazione delle campane, interventi di riparazione delle opere murarie, degli altari e del tetto.
Durante gli anni sessanta venne realizzato l'adeguamento liturgico con la sistemazione al centro del presbiterio della mensa rivolta al popolo. La custodia dell'Eucaristia è stata mantenuta nel tabernacolo dell'altare maggiore storico mentre il fonte battesimale storico è stato trasferito nella seconda cappella di sinistra. Gli ultimi interventi di restauro conservativo sono iniziati nel 2001.

## Descrizione

### Esterni
Il tempio è di grandi dimensioni, molto maggiori dell'edificio originale del XIII secolo o di quello del XV secolo e si trova in posizione elevata sulla strada principale che conduce al centro abitato su una piazzala dal quale si gode di un ampio panorama. Mostra orientamento verso nord. La facciata a capanna è neoclassica con lesene ai lati e profilazione con archetti nella parte alta. Il portale è compreso in una cornice con pilastri che reggono un motivo che riproduce in scala minore l'aspetto del prospetto. Sopra, in asse, si apre il grande rosone che porta luce alla sala. La torre campanaria unica parte risalente al Quattrocento, si trova sulla destra in posizione avanzata ed isolata e non supera in altezza il corpo della chiesa. Il fusto è in pietra a vista, con cella che si apre con quattro finestre a bifora.

### Interni
La navata interna è unica con volta a botte e ampliata da tre coppie di cappelle laterali simmetriche. Il presbiterio è rialzato e vi si accede con quattro gradini. gli interni sono arricchiti dalle decorazioni ad affresco realizzati da Metodio Ottolini negli anni venti.